# 斯希努薩島

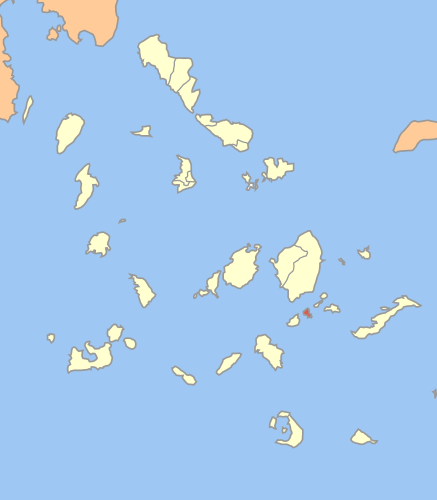

斯希努薩島是希臘的島嶼，位於愛琴海，距離納克索斯島6公里，由南愛琴大區負責管轄，屬於基克拉澤斯群島的一部分，長4.5公里、寬3公里，面積8.512平方公里，最高點海拔高度133米，2001年人口206。